# Pomoc wzajemna
Pomoc wzajemna – w teorii organizacji jest dobrowolną wzajemną wymianą zasobów i usług dla obopólnej korzyści.

## Pochodzenie
Pomoc wzajemna prawdopodobnie sięga początków ludzkiej kultury: nieodłączna część małych, wspólnotowych społeczeństw, uniwersalna dla starożytnej przeszłości ludzkości. Od zarania dziejów ludzkości, aż do czasów daleko wykraczających poza wynalezienie rolnictwa, ludzie byli pasterzami, wymieniając się pracą i zasobami na rzecz zarówno grup, jak i jednostek.
Jako abstrakcja intelektualna, pomoc wzajemna została rozwinięta i rozbudowana przez mutualizm lub systemy ubezpieczeń pracowniczych, a tym samym związki zawodowe, a także została wykorzystana w spółdzielniach i innych ruchach społeczeństwa obywatelskiego.

### Praktyka
Zazwyczaj grupy pomocy wzajemnej opierają się na swobodzie organizacji i uczestniczenia w nich, a wszystkie działania będą dobrowolne. Często są one zorganizowane jako niehierarchiczne, niebiurokratyczne, nienastawione na zysk organizacje, których członkowie kontrolują wszystkie zasoby i nie mają żadnego zewnętrznego wsparcia finansowego ani zawodowego. Są one prowadzone przez członków i przez nich zorganizowane. Mają charakter egalitarny i mają na celu wspieranie demokracji uczestniczącej, równości statusu członków oraz wspólnego przywództwa i wspólnego podejmowania decyzji. Zewnętrzny status społeczny członków uważa się za nieistotny wewnątrz grupy: status w grupie przyznaje się poprzez uczestnictwo.
Znaczącym teoretykiem pojęcia pomocy wzajemnej był m.in. Piotr Kropotkin. W swojej książce Pomoc wzajemna jako czynnik rozwoju kładzie nacisk na rozróżnienie pomiędzy walką konkurencyjną poszczególnych organizmów o ograniczone zasoby, a walką zbiorową pomiędzy organizmami i środowiskiem. Podczas swoich obserwacji na Syberii i północno-wschodniej Azji, zauważył, że populacje zwierząt są ograniczone nie przez źródła żywności, które były obfite, ale raczej przez surową pogodę. Na przykład ptaki drapieżne mogą konkurować, kradnąc sobie nawzajem pokarm, podczas gdy ptaki wędrowne współpracują ze sobą, aby przetrwać srogą zimę, pokonując duże odległości. Nie negował konkurencyjnej formy działań, ale twierdził, że kooperacyjny odpowiednik jest niedoceniany: „Wśród różnych gatunków trwa ogromna ilość walk i eksterminacji; jednocześnie jest tyle samo, a może nawet więcej, wzajemnego wsparcia, wzajemnej pomocy i wzajemnej obrony… Towarzyskość jest w takim samym stopniu prawem natury, jak wzajemna walka”.
Również istotnymi postaciami w rozwoju idei pomocy wzajemnej byli też Dorothy Day czy Petera Maurin z Katolickiego Ruchu Robotniczego. Starali się rozwijać pojęcie pomocy wzajemnej oraz zachęcać do praktyki jako sposobu czynienia miłosierdzia.

## Pomoc wzajemna jako synteza kolektywizmu i indywidualizmu
W oparciu o teorie Piotra Kropotkina dotyczące pomocy wzajemnej, a także w korelacji z marksizmem, te małe grupy są również rozpatrywane jako heglowska synteza autonomicznego indywidualizmu Locke’a i hobbeskiego kolektywizmu zbiorowego. Dyskusje te podkreślają otwarty model dobrowolnej współpracy w grupach pomocy wzajemnej, a nie współpracy narzuconej. W związku z tym stawia się pytania dotyczące napięcia adaptacji jednostki i samostanowienia z ogólnymi celami grupy. Przezwyciężenie tego napięcia wymaga wglądu w perspektywę życia innych i radykalnego otwarcia się na wszystkie możliwe sytuacje; wysoka świadomość i zaufanie do siebie są konieczne, aby złagodzić pozorną sprzeczność ze zbiorowością i rozwinąć właściwą syntezę dialektyczną.

## Przykłady
Przykładami organizacji pomocy wzajemnej są związki zawodowe, Towarzystwa Przyjazne, które były powszechne w całej Europie w XVIII i XIX wieku, średniowieczne gildie rzemieślnicze, amerykańskie „wspólnoty braterskie”, które istniały w czasie Wielkiego Kryzysu i zapewniały swoim członkom ubezpieczenie zdrowotne i życiowe oraz zasiłki pogrzebowe, a także angielskie „kluby pracownicze” z lat trzydziestych XX wieku, które również zapewniały ubezpieczenie zdrowotne.

### COVID-19
W czasie pandemii COVID-19 zainicjowano lokalne narzędzia wzajemnej pomocy, aby pomóc w dzieleniu się zasobami i zarządzaniu sprawami. Grupy pomocy wzajemnej powstały na całym świecie w odpowiedzi na pandemię Covid-19, w tym Covid-19 Mutual Aid UK czy USA Covid-19 Mutual Aid. Pierwszą z tych grup był Lewisham Covid-19 Mutual Aid. Grupy te służą jako centralna sieć łączności i wzajemnego wsparcia dla członków społeczności.
W Polsce podczas pandemii pojawiło się wiele grup pomocy wzajemnej, które swoją aktywność sprowadzały do różnych form pomocy, w tym do robienia zakupów, zajmowaniu się zwierzętami domowymi, pomocy medycznej, naprawie sprzętu domowego, porady specjalistyczne itd. Szczególną popularność zdobyły zakładane na portalu Facebook grupy „Widzialna Ręka”, na których każdy mógł zaoferować za darmo swoją pomoc w dowolnej sprawie, a także poprosić o takową, jeśli tego potrzebował. W czasie pandemii aktywne były również różne grupy nawiązujące do idei pomocy wzajemnej, m.in. Federacja Anarchistyczna, która szyła maseczki dla ośrodków medycznych i domów pomocy społecznej.